# 翁同龢日记
《翁同龢日记》是晚清大臣、两代帝师翁同龢的日记，亦是清代著名日记。
日记始记于咸丰八年（1858年），止于翁同龢逝世的光绪三十年（1904年）。光绪二十四年（1898年），戊戌变法失败。翁同龢在革职后回到家乡常熟。期间，他曾删改自己的日记，即戊戌年间举荐康有为一事，以及与戊戌变法有关的文字。戊戌年以后，诸多孙辈曾帮其誊写日记:3。
1925年4月，商务印书馆涵芬楼将日记以《翁文恭公日记》为名影印出版。影印时，張元濟和翁之熹为尊者讳，删除日记中“不合时宜”内容，以及李鸿章、左宗棠、斌椿等官员的某些评语也不印。日记出版后，很快被学者发现有删改的痕迹，以致于被怀疑日记的真伪。中国学术界对日记的真实性疑信参半。相信者如缪荃孙，称“多中窍要”。怀疑者如金梁，称“内多改削，尤以戊戌年间荐康一事多有隐讳”:1。

## 版本
除1925年首版的商务印书馆涵芬楼影印本外，亦有台湾赵中孚、沈云龙主编出版的影印本，北京中华书局陈义杰的排印本等版本。2015年11月，在美国的翁同龢五世孙翁兴庆（又名翁万戈）:1将保存的翁同龢日记手稿和翁同龢保存的一批档案、文献资料捐赠给上海图书馆。2016年上海远东出版社将翁同龢日记手稿进行彩色影印，11月正式出版。

## 相关
- 晚清四大日记
  - 《翁同龢日记》、李慈銘的《越缦堂日记》、《王闿运日记》与《叶昌炽日记》